# Jean Cousin der Jüngere
Jean Cousin (* 1522 in Sens; † 1595 in Paris) war ein französischer Maler, Bildhauer und Graphiker.

## Leben
Jean Cousin wurde 1522 in Sens als Sohn des französischen Malers Jean Cousin des Älteren geboren. Er folgte seinem Vater nach Paris, wo er ab 1542 an der Universität studierte. Malerei und Graphik lernte in der Werkstatt seines Vaters, die er nach dessen Tod weiterführte. Er hatte genauso viel Talent wie sein Vater, und die Werke der beiden sind kaum auseinanderzuhalten. Er wurde von seinen Zeitgenossen hoch geschätzt und mit Albrecht Dürer verglichen. Neben der Glasfenstermalerei war er auch Illustrator vieler Ausgaben antiker Dichter. Nach Jean Cousins Werken wurde eine Vielzahl an Kupferstichen gefertigt. Seine 1560 veröffentlichte Schrift Livre de pourtraicture thematisiert die Proportionen des menschlichen Körpers.

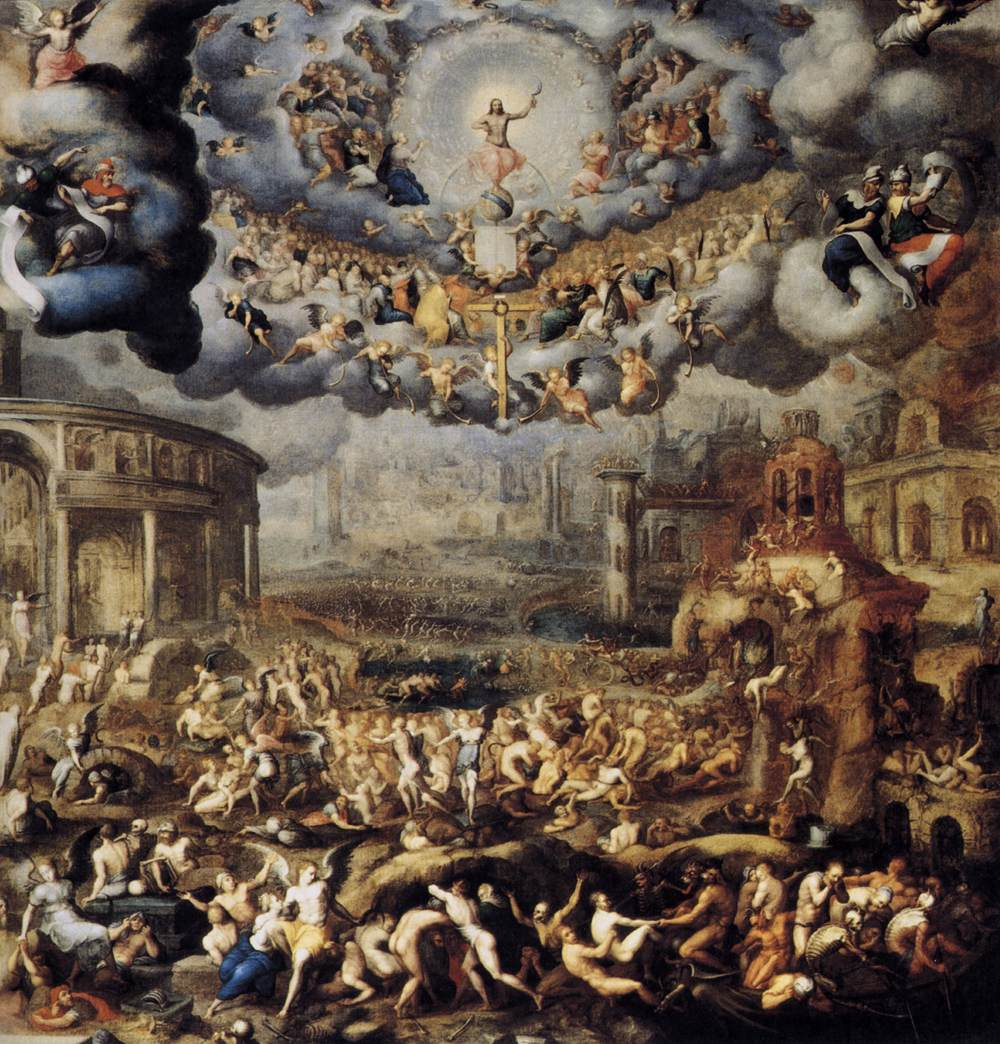
Das jüngste Gericht

## Werke (Auswahl)
- Das jüngste Gericht, 1585, Louvre, Paris
- einige Fenster in der Kathedrale von Sens und im Schloss von Fleurigny
- Livre des Pourtraicture, 1571